# Muñoz (achternaam)
Muñoz is een veel voorkomende Spaanstalige achternaam. Het is oorspronkelijk een patroniem afgeleid van de middeleeuwse naam Muño. Waarschijnlijk heeft deze naam een Baskische oorsprong die "koude heuvel" betekent. Tijdens de Reconquista heeft de naam zich over het gehele Iberisch Schiereiland verspreid, en met de daaropvolgende Spaanse kolonisatie over Latijns-Amerika.
In Chili, waar 207.819 inwoners van de eerste achternaam Muñoz heet, is het de op een na meest voorkomende eerste achternaam (in Spanje en Latijns-Amerika heeft men twee achternamen waarvan de eerste het belangrijkst is, zie Iberische en Ibero-Amerikaanse achternamen). In Spanje hebben 282.083 personen, 0,61% van de bevolking, het als eerste achternaam, waarmee het de zestiende familienaam van het land is.